# ゲリット・スミス・ミラー

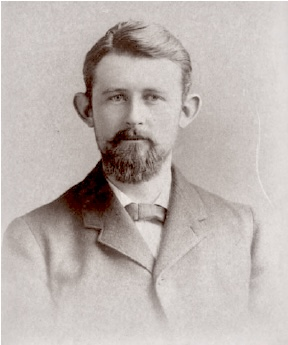
ゲリット・スミス・ミラー

ゲリット・スミス・ミラー（Gerrit Smith Miller、1869年12月6日 - 1956年2月24日）は、アメリカ合衆国の動物学者である。おもに哺乳類を専門としたが、古生物学、植物学にも貢献した。

## 略歴
ニューヨークに生まれた。親類に愛鳥家がいて生き物に興味を持った。ハーバード大学を卒業後、農務省のクリントン・ハート・メリアムのもとでしばらく働いた。1894年に小動物の標本の作り方の手引き、"Directions for preparing study specimens of small mammal"を出版し、1932年まで何度か改定版を出版した。
1898年に学芸員助手としてワシントンの国立自然史博物館で働き始め、1909年に学芸員になり、1940年まで学芸員を続けた。主に哺乳類を専門とし、1901年に『1900年時点での北アメリカの陸上哺乳類の分類学研究結果』（"Systematic results of the study of North American land mammals to the close of the year 1900"）を出版し、1912年、1924年にも哺乳類の種の一覧を作成した。1907年にコウモリに関する著書を出版し、これは長年にわたって、広く参照された。1908年から1911年の間はヨーロッパで研究し、大英博物館、国立自然史博物館や個人のコレクションを研究し、"catalog of the Land Mammals of Western Europe"を発表した。1920年からカリブ海やパナマの動物も研究した。
400以上のミラーの論文には、動物学のほかに、植物学、古生物学、音楽、人類学を扱ったものもある。
ドレクセル大学自然史科学研究所のレイディ賞（Leidy Award）を受賞した。
捏造された化石人類、ピルトダウン人の問題において、下顎の鑑定を行い、化石人類の化石である事に否定的な見解を発表した。